# فرودگاه کولیگانک
فرودگاه کولیگانک (به انگلیسی: Koliganek Airport) یک فرودگاه همگانی با کد یاتا KGK است که یک باند فرود شن دارد و طول باند آن ۹۱۴ متر است. این فرودگاه در شهر کولیگانک، آلاسکا کشور ایالات متحده آمریکا قرار دارد و در ارتفاع ۸۲ متری از سطح دریا واقع شده است.